# Die Folkunger
Die Folkunger ist eine Oper in fünf Akten des Komponisten Edmund Kretschmer. Das Libretto dazu verfasste Salomon Hermann Mosenthal. Die Uraufführung fand am 21. März 1874 in der Hofoper in Dresden statt.

## Handlung
Erster Akt – Felsengegend mit Kloster
Sten Petrik hat den Auftrag, Magnus zu ermorden, lässt ihn aber aus Mitleid am Leben. Er lässt Magnus einen Eid schwören, ins Kloster Nydal einzutreten und dieses nie mehr zu verlassen.
Gerade als Magnus das Kloster betreten will, erfährt er zufällig von Lars Olafson, dass sein Vater, König Erik, gestorben sei und man nun dessen Sohn Magnus suche, um ihn zum König zu krönen. Magnus gibt sich nicht zu erkennen, bricht aber seinen Schwur und reitet mit Lars Olafson in die Residenzstadt.
Zweiter Akt – Schlosshof
Herzog Bengt hat inzwischen durch seine Intrigen erreicht, dass Maria, eine Nichte von König Erik, zur Königin ausgerufen wurde. Als Magnus unerkannt die Residenz erreicht, versucht gerade Herzog Bengt Königin Maria zu heiraten. Auch ihr gegenüber, die er seit seiner Kindheit liebt, gibt sich Magnus nicht zu erkennen. Aus Liebe zu seinem Vaterland fordert Magnus seine Landsleute auf, die Heimat zu verteidigen und gegen die Dänen in den Krieg zu ziehen.
Dritter Akt – Vor dem Dom zu Uppsala
Magnus kehrt als erfolgreicher Kriegsheld zurück in die Heimat. Inzwischen weiß Maria, dass dieser unbekannte Held Magnus ist, ihr Geliebter aus der Jugendzeit. Magnus verleugnet aber weiterhin seine Herkunft und wird von Herzog Bengt in den Kerker geworfen.
Vierter Akt – Zimmer im Schloss
Bei einem geheimen Treffen versuchen Maria, Lars Olafson und die Amme Karin Magnus zu überreden, endlich als rechtmäßiger Nachfolger seines Vaters die Regentschaft zu übernehmen. Endlich gesteht Magnus seine eigentliche Herkunft und auch seine Liebe zu Maria, hat aber wegen seines gebrochenen Schwurs große Bedenken, König zu werden.
Fünfter Akt – Thronsaal im Schloss
Während einer Audienz wird Herzog Bengt verhaftet und Abt Ansgar vom Kloster Nydal entbindet Magnus von seinem Eid. Jetzt kann Magnus endlich nicht nur als Nachfolger seines Vaters die Regentschaft antreten, sondern auch seine Jugendliebe Maria heiraten.